# インシディアス 赤い扉
『インシディアス 赤い扉』（インシディアス あかいとびら、原題：Insidious: The Red Door）は2023年に公開されたアメリカ合衆国のホラー映画である。監督はパトリック・ウィルソン、主演はタイ・シンプキンスが務めた。本作はインシディアスシリーズの第5作であり、ストーリーの時系列上は第2作の10年後を描く作品である。
本作は日本国内で劇場公開されなかったが、デジタル配信が行われている。

## 概略
第2作での恐ろしい出来事から10年後の世界。ジョシュ・ランバートはあの忌まわしい記憶を抑圧したまま過ごしていたが、ある日を境に亡き父（ベン）の霊を目撃するようになった。ちょうどその頃、長男のダルトンは進学先で図らずも「向こう側」に足を踏み入れてしまう。
この2つの出来事が結びついたとき、ジョシュはダルトンに危険が迫っていることを確信する。そして、息子を助けねばという一心で「向こう側」へと分け入るのだった。

## キャスト
※括弧内は日本語吹替。
- ダルトン・ランバート：タイ・シンプキンス（中村源太）
  - 幼いダルトン：タイ・シンプキンス（村瀬歩）
- ジョセフ・ランバート：パトリック・ウィルソン（咲野俊介）
- アルマガン教授：ヒアム・アッバス（今泉葉子）
- クリス・ウィンズロー：シンクレア・ダニエル（三日尻望）
- フォスター・ランバート：アンドリュー・アスター（林幸矢）
  - 幼いフォスター：アンドリュー・アスター（羽飼まり）
- ルネ・ランバート：ローズ・バーン（園崎未恵）
- カール：スティーヴ・コールター（こねり翔）
- ニック・ザ・ディック：ピーター・ダガー
- アレック・アンダーソン：ジャスティン・スタージス
- 悪魔：ジョセフ・ビシャラ
- スマッシュフェイス/ベン・バートン：デヴィッド・コール
- カリ・ランバート：ジュリアナ・デイヴィーズ（渡辺明佳）
- スペックス：リー・ワネル（逢笠恵祐）
- タッカー：アンガス・サンプソン（山本格）
- エリーズ・レイニア：リン・シェイ（宮沢きよこ）

- 日本語吹替版その他出演：奥田寛章、平林剛、山田寛人、南須原亮、澤田智巳、新福桜、馬場蘭子、入江健志

- 日本語吹替版制作スタッフ 演出：岩田敦彦、翻訳：大浦祐子、調整：山本隆行、制作：東北新社

## 製作・音楽
2020年10月29日、インシディアスシリーズ第5作の製作が発表された。その際、パトリック・ウィルソンとタイ・シンプキンスが続投するだけではなく、ウィルソンが監督も兼任することも明かされた。2022年8月5日、シンクレア・ダニエル、ピーター・ダガー、ローズ・バーンがキャスト入りした。同年夏、本作の主要撮影が行われた。
2023年4月18日、ジョセフ・ビシャラが本作で使用される楽曲を手掛けるとの報道があった。7月7日、マディソン・ゲート・レコーズが本作のサウンドトラックを発売した。

## マーケティング・興行収入
2023年4月19日、本作のオフィシャル・トレイラーが公開された。
本作は『Joy Ride』と同じ週に封切られ、公開初週末に2300万ドル前後を稼ぎ出すと予想されていたが、実際の数値はそれを大幅に上回るものであった。2023年7月7日、本作は全米3188館で封切られ、公開初週末に3301万ドルを稼ぎ出し、週末興行収入ランキング初登場1位となった。この数字は前作の同じ週の数字（2958万ドル）を上回るものであった。

## 評価
本作に対する批評家の評価は芳しいものではない。映画批評集積サイトのRotten Tomatoesには116件のレビューがあり、批評家支持率は38%、平均点は10点満点で5点となっている。サイト側による評価の見解の要約は「シリーズの初期の作品には観客の心を動かすパワーがあった。しかし、『赤い扉』の向こうにあったのは、かつては確かに怖かったシリーズのパッとしない幕切れであった。」となっている。また、Metacriticには23件のレビューがあり、加重平均値は45/100となっている。なお、本作のCinemaScoreはC+となっている。

## 将来の構想

### スピンオフ
2022年1月13日、シリーズのスピンオフ映画『Thread』の製作が企画段階にあり、ジェレミー・スレイターが監督と脚本を手掛けるとの報道があった。
2023年5月30日、マンディ・ムーアとクメイル・ナンジアニの出演が決まったと報じられた。また、この時期からタイトルが『Thread: An Insidious Tale』に変更されている。

### 続編
2024年5月、シリーズ6作目となる続編の製作が発表された。2025年8月29日全米公開予定。